# General Atomics Avenger
Il General Atomics Avenger (inizialmente denominato Predator C) è un aeromobile a pilotaggio remoto sperimentale sviluppato dall'azienda statunitense General Atomics Aeronautical Systems Inc. per le United States Armed Forces nel primo decennio del XXI secolo.
Il primo volo del velivolo è avvenuto il 4 aprile 2009.
A differenza delle precedenti versioni del modello, MQ-1 Predator e MQ-9 Reaper dotate di gruppo motoelica in configurazione spingente, Avenger è spinto da un motore a reazione e il progetto include caratteristiche stealth tra cui un sistema di stoccaggio dell'armamento interno e una conformazione a S dello scarico dei gas esausti, in modo da ridurre la segnatura infrarossa e la sezione radar equivalente per essere difficilmente individuato dai radar.
L'Avenger è in grado di utilizzare lo stesso armamento dell'MQ-9, è dotato del radar ad apertura sintetica Lynx e della versione avanzata dell’electro-optical targeting system (EOTS), chiamata Advanced Low-observable Embedded Reconnaissance Targeting (ALERT) già in uso nell'F-35 Lightning II.
L'Avenger utilizza le stesse infrastrutture di terra delle precedenti versioni MQ-1 e MQ-9, come la stessa stazione di controllo a terra e le esistenti reti di comunicazione.